# Bernard Thévenet
Bernard Thévenet (* 10. Januar 1948 in Saint-Julien-de-Civry) ist ein ehemaliger französischer Radrennfahrer.

## Leben
Thévenet avancierte Mitte der 1970er Jahre zum französischen Radsportler Nummer 1. 1972 siegte er in der Tour d’Indre-et-Loire. 1973 belegte er bei der Tour de France den zweiten Platz hinter Luis Ocaña Pernía, 1974 fiel er bei der Tour wegen Krankheit aus. Berühmt ist Thévenet für seine Attacke auf Eddy Merckx am Col d’Izoard bei der Tour de France 1975. Merckx, der zu diesem Zeitpunkt mit Rückenproblemen und den Folgen eines Faustschlages eines Fans zu kämpfen hatte, versuchte gegenzuhalten, verlor jedoch die Führung ohne sie wiedererlangen zu können. Thévenet gewann die Tour schließlich und beendete damit die Vorherrschaft von Eddy Merckx, der in den Jahren 1969–74 insgesamt fünfmal gesiegt hatte. 1977 konnte er seinen Erfolg bei der Tour de France wiederholen. Neben vielen kleineren Rennen gewann er unter anderem auch die Katalonien-Rundfahrt 1974 sowie die Dauphiné Libéré der Jahre 1976 und 1977. 1970 siegte er im Bergzeitfahren am Mont Faron. Im Bahnradsport gewann er 1976 das Sechstagerennen von Grenoble.
1975 wurde er von der Sportzeitung L’Équipe zu Frankreichs Sportler des Jahres („Champion des champions“) gewählt. 1981 beendete er seine aktive Radsportkarriere.
Thévenet wurde 1977 bei Paris–Nizza positiv auf Doping getestet. Im folgenden Winter musste er aufgrund eines Leberleidens, dessen Auftreten dem Langzeitgebrauch von Steroiden zugeschrieben wurde, ins Krankenhaus eingeliefert werden. Thévenet gab später öffentlich bekannt, über einen Zeitraum von drei Jahren mit Cortison gedopt zu haben.
Nach seiner Karriere als Radprofi war er als Sportlicher Leiter des Radsportteams La Redoute tätig. Später führte Thévenet eine Firma, die Sportbekleidung vertreibt.